# La Compañía (banda)
La Compañía fue un grupo musical español con influencias folk y de canción tradicional española.

## Historia
Creó el grupo el productor Rafael Pérez Botija con la intención de introducir en el mercado una banda que versionara piezas de Zarzuela con ritmos modernos. Para ello fichó, entre otros, a antiguos miembros de grupos como Los Pasos, Los Sonor y Aguaviva hasta reunir una formación con ocho miembros.
En 1971 salió a la luz su primer sencillo, El soldadito, versión pop de una pieza de la zarzuela Luisa Fernanda y que en pocas semanas se alzó a los primeros puestos de las listas de ventas.
Pocos meses después editaron el LP Reestreno, con arreglos de Pérez Botija y Juan Carlos Calderón, que retomaba y actualizaba fragmentos de la mencionada Luisa Fernanda, La tabernera del puerto, Doña Francisquita y La canción del olvido, y un segundo sencillo, "El firulí".
Un año más tarde grabaron el sencillo Lección 20, acompañado en la cara B por Tema para Ana, en homenaje a la componente Ana María Fernández, fallecida ese mismo 1972 en accidente de tráfico.
Su siguiente álbum, La Compañía, incluía algunos temas lanzados en el anterior LP y el sencillo "Gitano" (canción compuesta por el exitoso tándem Herrero-Armenteros), que volvió a auparlos a los primeros puestos de las listas. 
En 1974 editarían sus dos últimos singles: Cuando vuelvas a tu tierra y Adiós Jamaica, ya como sexteto. Dos años después se publicaba La aventura. Ninguno de ellos tuvo especial repercusión, lo que precipitó la desaparición del grupo, que pocos meses después renació bajo el nombre de La Pequeña Compañía.

## Discografía

### LP
- Reestreno (1971).
- La Compañía (1973).

### Singles
- El soldadito (1971).
- El firulí (1972)
- Lección 20 (1972).
- Gitano (1973).
- Canta como si te fueras a morir mañana (1973).
- Cuando vuelvas a tu tierra (1974).
- Adiós, Jamaica (1974).
- La aventura (1976).